# Claudia Zonghetti
Claudia Zonghetti (Fano, 12 luglio 1966) è una traduttrice italiana.

## Biografia
Dopo aver frequentato il liceo linguistico a Urbino si è trasferita a Venezia, dove ha studiato lingua e letteratura russa con Vittorio Strada e Julia Dobrovolskaja all'Università Ca’ Foscari. Ha partecipato alla prima Scuola di Traduzione Letteraria italiana, la SETL di Magda Olivetti, a Torino, avendo come docenti Valerio Magrelli e Giuseppe Pontiggia.  
Ha tradotto per Einaudi classici della letteratura russa come I fratelli Karamazov di Fëdor Dostoevskij e Anna Karenina di Lev Tolstoj, mentre si è occupata per Adelphi dell'opera di Anna Politkovskaja e Vasilij Grossman. È intervenuta spesso sulle sue traduzioni, ad esempio sul domenicale del "Sole24ore" (articolo ripubblicato su Nazione Indiana), su L'Indice dei libri del mese. La sua traduzione dei Fratelli Karamazov è stata recensita, tra l'altro, su "il manifesto" e su "La Repubblica".
Ha collaborato alla compilazione del Dizionario russo-italiano / italiano-russo di Julia Dobrovolskaja per l'editore Hoepli.  
Ha vinto il premio Gorky, due volte il Gregor von Rezzori alla migliore traduzione (2009 e 2022), il premio "Russia-Italia attraverso i secoli" e il premio Read Russia (2018-2020), il "Premio Giovanni, Emma e Luisa Enriques" nel 2017.

## Traduzioni
- Nikolaj Gogol’
  - Il diario di un pazzo. Il naso, Einaudi, 2001
- Rubén Gallego
  - Bianco su nero, Adelphi, 2004 (curatela)
- Fëdor Dostoevskij
  - I fratelli Karamazov, Einaudi, 2021
- Michail Bulgakov
  - Il Maestro e Margherita, Guaraldi Editore, 1995
- Vasilij Grossman
  - Vita e destino, Adelphi, 2008;
  - L'inferno di Treblinka, Adelphi, 2010;
  - Il bene sia con voi!, Adelphi, 2011;
  - Stalingrado, Adelphi, 2022
  - Il popolo è immortale, Adelphi, 2024
- Lev Tolstoj
  - Anna Karenina, Einaudi, 2016
- Anna Politkovskaja
  - La Russia di Putin, Adelphi, 2005;
  - Diario russo, Adelphi, 2007
  - Per questo, Adelphi, 2009
- Pavel Florenskij
  - Ai miei figli, Mondadori, 2002;
  - Realtà e mistero. Le radici universali dell'idealismo e la filosofia del nome, SE, 2019;
  - Bellezza e liturgia. Scritti su cristianesimo e cultura, SE, 2020
- Varlam Šalamov
  - Višera, Adelphi, 2010
- Gajto Gazdanov
  - Strade di notte, Fazi, 2017

- Ivan Bunin
  - A proposito di Čechov, Adelphi, 2015;
  - Il signore di San Francisco, Adelphi, 2020

- Guzel’ Jachina
  - Zuleika apre gli occhi, Salani, 2020;
  - Figli del Volga, Salani, 2021
- Roman Senčin
  - L’ultimo degli Eltyšev, Fazi, 2016